# فولفغانغ فيشر (ضابط)
فولفغانغ فيشر (بالألمانية: Wolfgang Fischer)‏ هو ضابط ألماني، ولد في 11 ديسمبر 1888 في Siedlisko, Nowa Sól County ‏ في بولندا، وتوفي في 1 فبراير 1943 في خط مارث في الحماية الفرنسية في تونس.